# Scheffau am Tennengebirge
Scheffau am Tennengebirge es una localidad del distrito de Hallein, en el estado de Salzburgo, Austria, con una población estimada a principio del año 2018 de 1395 habitantes. 
Se encuentra ubicada en el centro-norte del estado, cerca de la frontera con el estado de Alta Austria y Alemania.